# Pathologies rénales par mutation du gène UMOD
Les pathologies rénales par mutation du gène UMOD comprennent la forme familiale de la néphropathie avec goutte précoce et la maladie kystique médullaire rénale autosomique dominante.
Les signes de ces pathologies sont une réduction de l'excrétion urinaire d'acide urique responsable d'une hyperuricémie et de goutte d'apparition précoce apparaissant entre 15 et 40 ans et aboutissant à une insuffisance rénale nécessitant le recours à l'hémodialyse 10 à 20 ans plus tard. Les reins sont de tailles normales ou petites. Les kystes médullaires sont de constatation tardive ou ne sont pas visibles en raison de leurs petites tailles.

## Sources
- (en) Anthony J Bleyer, Karn Gupta, UMOD-Related Kidney Disease In: GeneReviews at GeneTests: Medical Genetics Information Resource (database online). Copyright, University of Washington, Seattle. 1997-2007. .